# Stenopelmatidae
Los estenopelmátidos (Stenopelmatidae) son una familia de ortópteros ensíferos, grandes, no voladores que se asemejan a grillos. 
La mayoría de las especies se encuentran en el continente Americano (en especial el género Stenopelmatus), pero los géneros Oryctopus y Sia son de taxones del Viejo Mundo, cada uno ubicado en su propia subfamilia.

## Taxonomía
- Subfamilia Oryctopinae Kevan, 1986
  - Tribu Oryctopini Kevan, 1986
    - Género Oryctopus Brunner von Wattenwyl, 1888
- Subfamilia Siinae Gorochov, 1988
  - Género †Electrosia Gorochov, 2010
  - Género Sia Giebel, 1861
- Subfamilia Stenopelmatinae Burmeister, 1838
  - Género Ammopelmatus Tinkham, 1965
  - Género †Macrelcana Karny, 1932
  - Género Stenopelmatopterus Gorochov, 1988
  - Género Stenopelmatus Burmeister, 1838
  - Género Viscainopelmatus Tinkham, 1970
- Subfamilia †Zeuneropterinae Kevan & Wighton, 1983
  - Género †Zeuneroptera Sharov, 1962